# Делуиз, Питер
Питер Джон Делуиз (англ. Peter John Deluise, род. 6 ноября 1966 года в Нью-Йорке) — американский актёр, режиссёр, продюсер и сценарист.

## Карьера
Питер Делуиз является старшим сыном актёра Дома Делуиза. Делуиз дебютировал в фильме 1979 года Весёлые истории про ворованные вещи. Наиболее известная роль Делуиза — сотрудника Дага Пенхолла в сериале телекомпании Fox Broadcasting Company Джамп стрит, 21, вместе с многими перспективными участниками, такими, как Джонни Депп. Его брат Майкл пришёл в сериал в пятом сезоне, где сыграл младшего брата Дага офицера Джо Пенхолла. Делуиз также известен ролью Дагвудa в научно-фантастическом телесериале телекомпании NBC Подводная Одиссея с 1994 по 1996 год. Делуиз сыграл в эпизодах во многих телесериалах, начиная от Факты жизни, Джамп стрит, 21, спин-оффе Бухгалтер, а также Друзья, Горец, Андромеда, и Звёздные врата: SG-1.
В 1997 году он начал работать над телесериалом Звёздные врата: SG-1 продюсером, сценаристом, режиссёром и творческим консультантом. Исполнительным продюсером, режиссёром и сценаристом он работал и в спин-оффе Звёздные врата: Атлантида, был запланирован режиссёром по крайней мере в 2 эпизодах спин-оффа Звёздные врата: Вселенная. Его отец, Дом Делуиз снялся в эпизоде Звёздных врат: SG-1 «Урго», режиссёром которого был Питер.
Делуиз руководил съёмочной группой телесериала jPod, исходя из романа Дугласа Коупленда с таким же названием, который дебютировал в январе 2008.

## Личная жизнь
С 1988 по 1992 год Делуиз был женат на актрисе Джине Немо, сыгравшей в Джамп стрит, 21 подругу Дага Пенхолла. Сейчас Питер женат на канадской актрисе Энн Мари Лодер и в настоящее время проживает в Уэст-Ванкувере, Британская Колумбия. У них есть сын Джейк Доминик, родившийся в 2004 году. Делуиз является старшим сыном покойного актёра и комика Дома Делуиза и актрисы Кэрол Артур. Питер имеет двух братьев Майкла и Дэвида.

## Фильмография

### Актёр
| Год       |     | Русское название                                  | Оригинальное название                               | Роль                            |
| --------- | --- | ------------------------------------------------- | --------------------------------------------------- | ------------------------------- |
| 1979      | ф   | Весёлые истории про ворованные вещи               | Hot Stuff                                           | Питер Фортунато                 |
| 1983      | тф  | Счастливый                                        | англ. Happy                                         | скейтбордист                    |
| 1985      | с   | Факты жизни                                       | The Facts of Life                                   | Fielding                        |
| 1985      | тф  | Полночный час                                     | The Midnight Hour                                   | Митч Крендалл                   |
| 1986      | ф   | Свободные гонки                                   | Free Ride                                           | Карл Белуга                     |
| 1986      | с   | —                                                 | Diff'rent Strokes                                   | Деррил                          |
| 1986      | ф   | Дети солнца                                       | Solarbabies                                         | Таг                             |
| 1987      | тф  | Победители получают всё                           | англ. Winners Take All                              | Уолли Брискин                   |
| 1987—1990 | с   | Джамп стрит, 21                                   | 21 Jump Street                                      | офицер Дуглас Пенхолл           |
| 1989      | ф   | Слушай меня                                       | Listen to Me                                        | Кэмерон Свит                    |
| 1989      | с   | Бухгалтер                                         | Booker                                              | Даг Пенхолл                     |
| 1991      | ф   | Дети ночи                                         | Children of the Night                               | Марк Гарднер                    |
| 1992      | ф   | —                                                 | англ. Rescue Me/Street Hunter                       | Роуди                           |
| 1992      | с   | Горец                                             | Highlander: The Series                              | Clinch                          |
| 1992      | с   | Жизнь приведений: Настоящие истории о приведениях | Haunted Lives: True Ghost Stories                   | Кайл Матерсон                   |
| 1993      | с   | Улицы Правосудия                                  | Street Justice                                      | Френк Гарстон                   |
| 1993      | с   | —                                                 | The Hat Squad                                       | сержант Бобби Уэст              |
| 1994      | ф   | Молчание ветчины                                  | The Silence of the Hams                             |                                 |
| 1994      | тф  | Атака юмористов                                   | англ. National Lampoon's Attack of the 5 Ft 2 Woman | Стен                            |
| 1994—1996 | с   | Подводная одиссея                                 | seaQuest DSV                                        | Дегвуд/Уиггинс                  |
| 1996      | с   | Друзья                                            | Friends                                             | Карл                            |
| 1996      | ф   | —                                                 | англ. Shot                                          |                                 |
| 1997      | с   | —                                                 | The Big Easy                                        | Деррил Лоус                     |
| 1997      | кор | —                                                 | англ. The Littlest Angel                            | озвучивание                     |
| 1998      | с   | Третья планета от Солнца                          | 3rd Rock from the Sun                               | Френк                           |
| 1998      | с   | За гранью возможного                              | The Outer Limits                                    | коп                             |
| 1998      | тф  | —                                                 | англ. Between the Sheets                            | Джек Уэбер                      |
| 1999      | ф   | Южное сердце                                      | англ. Southern Heart                                | Коллин Джейкобс                 |
| 1999—2006 | с   | Звёздные врата: SG-1                              | Stargate SG-1                                       | разные роли, в титрах не указан |
| 2000      | с   | Девушки с характером                              | V.I.P.                                              | в титрах не указан              |
| 2003      | ф   | —                                                 | англ. Before I Say Goodbye                          | детектив Бреннан                |
| 2004      | с   | Андромеда                                         | Andromeda                                           | Кальвино                        |
| 2005      | тф  | Кровопийцы                                        | Bloodsuckers                                        | Вонди                           |
| 2006      | тф  | Занятия убийством                                 | англ. Engaged to Kill                               | Кроуфорд Блейк                  |
| 2007      | с   | Армия Робсона                                     | Robson Arms                                         | Уэйн Росс                       |
| 2007      | с   | Крепкий орешек Джейн                              | Painkiller Jane                                     | парамедик                       |
| 2007—2011 | с   | Убежище                                           | Sanctuary                                           | Эрни Уоттс                      |
| 2007      | кор | —                                                 | англ. The Bar                                       | Мак                             |
| 2008      | с   | Сверхъестественное                                | Supernatural                                        | Стивен Гровс                    |
| 2008      | тф  | —                                                 | Yeti: Curse of the Snow Demon                       | Джон Шеппард                    |
| 2008      | тф  | Полюбить и умереть                                | To Love and Die                                     | терапевт                        |
| 2009      | ф   | —                                                 | Prep & Landing                                      | Танцор                          |
| 2009      | с   | Звёздные врата: Вселенная                         | Stargate Universe                                   | Питер                           |
| 2009      | ф   | —                                                 | англ. Smile of April                                |                                 |
| 2011      | кор | —                                                 | англ. Wait for Rain                                 | Френк                           |
| 2012      | ф   | Мачо и ботан                                      | 21 Jump Street                                      | офицер Дуглас Пенхолл           |

### Режиссёр
| Год       | Работа                                | Примечание |
| --------- | ------------------------------------- | --- |
| 1990—1991 | Джамп стрит, 21                       | Эпизоды «Back from the Future», «Number One with a Bullet» и «Film at Eleven» |
| 1996      | Шёлковые сети                         | Эпизоды «Divorce, Palm Beach Style» и «Talk Dirty to Me» |
| 1999      | Южное сердце                          | |
| 1998—1999 | Сеть                                  | Эпизоды «Harvest» и «Last Man Standing» |
| 1999      | Остров Надежды                        | Эпизод «Batten Down the Hatches» |
| 1999—2007 | Звёздные врата: SG-1                  | Всего 56 эпизодов |
| 2000      | Высокая земля                         | Эпизоды «Because It's There», «Innocence», «Seductions» и «Crossroads» |
| 2000—2001 | Девушки с характером                  | Эпизоды «Amazon Val», «Ride of the Valkries» и «Lights, Camera, Val» |
| 2001      | За гранью возможного                  | Эпизод «Alien Shop» |
| 2002      | Романтическая комедия 101             | |
| 2002      | Иеремия                               | Эпизоды «And the Ground, Sown with Salt» и «Firewall» |
| 2002      | Просто сделка                         | Эпизод «Animal House Rules» |
| 2003—2005 | Андромеда                             | Эпизоды «The Illusion of Majesty», «The World Turns All Around Her», «The Others», «Fear Burns Down to Ashes», «Lost in a Space That Isn't There», «Abridging the Devil's Divide», «Saving Light from a Black Sun» и «Quantum Tractate Delirium»                                                  |
| 2004—2006 | Звёздные врата: Атлантида             | Эпизоды «Непокорный», «Дар», «Злоумышленник», «Дуэт», «Заключенные» и «Ад» |
| 2007      | Кровные узы                           | Эпизод «Норман» |
| 2007      | Крепкий орешек Джейн                  | Эпизоды «Portraits of Lauren Gray» и «Jane 113» |
| 2008      | jPod                                  | Эпизоды «Crappy Birthday to You» и «The Last Shot» |
| 2008      | Охранник                              | Эпизоды «Sounds of Loneliness» и «Fight or Flight» |
| 2008—2009 | Кайл XY                               | Эпизоды «Основные цвета», «Привет», «Предательское сердце» и «Снести этот дом!» |
| 2008—2011 | Убежище                               | Эпизоды «Комочки», «Призрак», «Банковская работа» и «Двойное свидание» |
| 2009      | По ту сторону Шервуда                 | |
| 2009—2011 | Звёздные врата: Вселенная             | Эпизоды «Тьма», «Свет», «Саботаж», «Вердикт», «Двойные судьбы», «Союзы» и «Общее происхождение» |
| 2010      | 16 желаний                            | |
| 2010      | Башня познания                        | Эпизоды «Buffer» и «Book Report» |
| 2011—2012 | Час призраков Роберта Лоуренса Стайна | Эпизоды «Fear Never Knocks», «Afraid of Clowns», «Catching Cold», «Scary Mary: Part 1», «Scary Mary: Part 2», «Creature Feature: Part 1», «Creature Feature Part 2», «Swarmin' Norman», «Flight», «The Hole», «The Most Evil Sorcerer: Part 1», «The Most Evil Sorcerer: Part 2» и «Stage Fright» |
| 2012—2013 | Вверх                                 | Эпизоды «The 4 Harolds», «Max²», «Leveling Up», «Should She Stay or Should She Go?», «So You Think You Can Go to the Dance?», «Intelligence Potion #9», «Thomas Jeffer, Son of Frankenstein», «All Lies That Ends Lies», «All Lies That End Lies» и «Max vs. Hideo»                               |
| 2013      | Кедровая бухта                        | Эпизод «Help Wanted» |
| 2013      | Тайна гаражной распродажи             | |
| 2013      | Пришельцы в доме                      | |
| 2013      | Вниманию студентов                    | |

### Продюсер
| Год       | Работа                        | Примечание |
| --------- | ----------------------------- | --- |
| 2002      | Иеремия                       | Эпизоды «Man of Iron, Woman Under Glass», «And the Ground, Sown with Salt», «To Sail Beyond the Stars», «The Bag», «City of Roses», «Firewall» и «The Touch» (как консультант)                                                                                |
| 2002—2006 | Звёздные врата: SG-1          | Всего 84 эпизода |
| 2004      | От Звёздных врат до Атлантиды | |
| 2004—2005 | Звёздные врата: Атлантида     | нет данных |
| 2012—2013 | Вверх                         | Эпизоды «The 4 Harolds», «Should She Stay or Should She Go?», «A Leak Among Us», «Intelligence Potion #9», «Thomas Jeffer, Son of Frankenstein», «All Lies That Ends Lies», «Lice Guy Bathe Last», «Max vs. Hideo» и «Dante and Angie's Mascot Skating Video» |
| 2013      | Тайна гаражной распродажи     | (исполнительный продюсер) |
| 2013      | Пришельцы в доме              | (консультант) |
| 2013      | Вниманию студентов            | (консультант) |

### Сценарист
| Год       | Работа                    | Примечание |
| --------- | ------------------------- | --- |
| 1998      | В постели                 | |
| 2000—2005 | Звёздные врата: SG-1      | Эпизоды «Первые», «Змеиный яд», «Существо», «Вьючное животное», «Воин», «Угроза», «Преданность», «Разоблачение», «Хрупкое равновесие», «Орфей», «Враг мой», «Эволюция (первая часть)», «Похоронный звон», «Инаугурация» «Близость», «Близнец», «Хорошо быть королём», «Гражданин Джо» |
| 2004—2008 | Звёздные врата: Атлантида | Эпизоды «Подполье», «Непокорный», «Письмо с Пегаса», «Трибунал» |

## Награды
| Награды | Награды   | Награды          | Награды                                 | Награды   |
| Год     | Награда   | Категория        | Работа                                  | Итог      |
| ------- | --------- | ---------------- | --------------------------------------- | --------- |
| 2005    | Leo Award | Лучшая режиссура | Звёздные врата: Атлантида: «Непокорный» | Номинация |
| 2005    | Leo Award | Лучший сценарий  | Звёздные врата: Атлантида: «Непокорный» | Номинация |
| 2005    | Leo Award | Лучший сценарий  | Звёздные врата: SG-1: «Близость»        | Номинация |